# Романов, Владимир Николаевич (историк)
Влади́мир Никола́евич Рома́нов (12 апреля 1947 — 22 ноября 2013) — советский и российский индолог, переводчик с санскрита, историк и теоретик культуры. Кандидат исторических наук (1985), профессор.

Обложка книги Романова «Историческое развитие культуры. Психолого-типологический аспект»

Третья часть сборника «Три подхода к изучению культуры» с работой В. Н. Романова

## Биография
В 1976 году окончил исторический факультет МГУ им. М. В. Ломоносова. Кандидат исторических наук (24.07.1985), тема кандидатской диссертации — «Некоторые особенности генезиса древнеиндийской цивилизации. К проблеме историко-культурных закономерностей перехода от первобытности к древнему обществу». Научный сотрудник Института востоковедения РАН (с 1976), старший преподаватель Института Мировой Культуры при МГУ (с 1992), профессор Института восточных культур и античности РГГУ (с 2006). Долгое время В. Н. Романов работал на кафедре истории и теории мировой культуры философского факультета МГУ.

## Теория
Романов называет свой подход к исследованию культуры деятельностным, указывая в качестве своих предшественников советского физиолога Н. А. Бернштейна, психологов Л. С. Выготского и А. Р. Лурию. Теорию Романова можно также соотнести со структурализмом, с морфологическим подходом В. Я. Проппа, с культурной антропологией, а также с диалогической традицией обоснования гуманитарного знания (прежде всего в лице М. Бубера и М. М. Бахтина). Основное понятие концепции Романова — «потенциальный текст культуры», связывающий базисные для той или иной культуры понятия, которые предшествуют любому актуальному и конкретному своему воплощению в виде устного или письменного текста или же ритуала. Подобного рода устойчивые связи Романов называет «системой ожиданий» культуры, приводя в качестве примера связи понятий «человек» и «жертвоприношение» в ведийской традиции; «человек», «логос» и «полис» в древнегреческой культуре; «человек» и «инженер» в новоевропейской культуре; «интеллигенция», «народ» и «государство» в культуре русской. Указанные понятия, согласно Романову, с большой степенью вероятности ожидают друг друга и определяют конкретные мыслительные возможности, предоставляемые культурой индивиду. Конкретные реализации этих базисных установок культуры, по словам Романова, «проецируются в одну и ту же область потенциального текста культуры». Понятие доминанты, которым пользуется Романов, заимствовано им из учения российского физиолога A. A. Ухтомского.
Ещё одна категория, которой пользуется Романов, — «моторно-топологические схемы действия». Этот термин заимствован им у Н. А. Бернштейна, однако применяется для объяснения феноменов культуры, в частности, характерной для русской патриархальной традиции системы ожиданий «невеста — мертвец», следы которой можно обнаружить как в обрядах, так и в русских народных сказках. Свадебный обряд, основывающийся на этой системе ожиданий, является, по словам Романова, «повторением без повторения», то есть спонтанной деятельностью без подготовительного этапа осмысления, планирования и обдумывания сценария и мотивации. Семантика обряда содержится, по мнению Романова, не в системе представлений и верований акторов обряда, но в самом действии, в его «моторно-топологической схеме». Так, например, подметание мусора организует пространство таким образом, что в нём появляется центральная точка (подметающий) и вектор движения веника, направленный из центра на периферию. По мнению Романова, негативная, разделительная, «дизъюнктивная» семантика обнаруживается уже на уровне самого действия, что и делает его (подметание) уместным элементом других дизъюнктивных действий, таких как похороны или отъезд невесты из отчего дома.
Романов выделяет два типа культуры. Первый — симпрактический — тип предполагает такой способ транслирования информации, при котором она передаётся посредством «предметных схем действий»; как, например, знание о том, как необходимо копать лопатой или плести корзины, передаётся непосредственным примером. Другой тип культуры — теоретический, при котором выделяется отдельный канал передачи информации, отстроенный от непосредственной деятельности. Этот этап характеризуется повышением произвольного отношения человека к своим действиям, достигающимся посредством школьного образования, умения абстрагироваться от непосредственных сенсорных полей и вставать в ситуацию идеального наблюдателя. Романов считает, что «тоталитарный» (в широком, не только политическом, смысле) тип культуры является прямым следствием развитой теоретической установки, при которой не только внешняя для человека реальность редуцируется до исчисляемой и измеряемой системы координат, но и сам человек становится по преимуществу объектом управления и исчисления.
Фундаментальной методологией гуманитарных наук для Романова является диалог, возможности которого, по мнению Романова, описаны у Ф. М. Достоевского и М. М. Бахтина.

## Труды
- Дхармасутра Апастамбы с комментарием Харадатты / Пер. В. Н. Романова. М., 1976 (рукопись).
- Древнеиндийские представления о царе и царстве. // Вестник древней истории, 4 (1978) 26—33.
- Некоторые особенности генезиса древнеиндийской цивилизации. К проблеме историко-культурных закономерностей перехода от первобытности к древнему обществу. Автореф. дисс. … к.и.н. М., ИВ. 1985.
- Из наблюдений за композицией «Махабхараты». // Древняя Индия. Язык, культура, текст. — М., 1985. — С. 88—104.
- Историческое развитие культуры. Проблемы типологии. — М., Наука. 1991. — 190 с. — 2000 экз.
- Исповедь научного работника, Или утешение методологией // В сб. Три подхода к изучению культуры / Под редакцией В. В. Ива́нова. — М.: Изд-во МГУ, 1997. — 128 с., с. 93—127. — ISBN 5-211-03782-0 (на илл.)
- Историческое развитие культуры (психолого-типологический аспект). — М., Савин. 2003. — 448 с. — ISBN 5-902121-03-5.
- Что значит поздневедийское upa-ās: к проблеме значения слова. М.: Max-press, 2008.
- Шатапатха-брахмана. Книга I; книга X (фрагмент). Перевод, вступительная статья и примечания В. Н. Романова. — М.: Восточная литература. 2009. — 384 с.
- Культурно-историческая антропология. — М.: Центр гуманитарных инициатив, 2014. — ISBN 978-5-98712-130-6.

## Чтения памяти В. Н. Романова
11 апреля 2018 года в Институте классического Востока и античности НИУ ВШЭ прошли первые «Романовские чтения».
12 апреля 2019 года там же прошли вторые «Романовские чтения».
5 апреля 2022 года на философском факультете МГУ прошёл круглый стол «Утешение методологией: от потенциального текста к социальной деятельности (к 75-летию со дня рождения В. Н. Романова)».

## Ученые, оказавшие влияние
- Выготский, Лев Семёнович
- Лурия, Александр Романович
- Гибсон, Джеймс Джером
- Бернштейн, Николай Александрович
- Ухтомский, Алексей Алексеевич
- Бахтин, Михаил Михайлович
- Пропп, Владимир Яковлевич

## Интервью
Интервью 2005 года Тэмо Эсадзе